# Owen Horwood
Owen Hoorwood (6 dicembre 1916 – 13 settembre 1998) è stato un politico sudafricano, leader del National Party nella Provincia del Natal e Ministro delle finanze dal 1975 al 1984.

## Biografia
Horwood fu il rettore dell'Università del Natal prima di entrare in politica nel 1966 quando venne nominato senatore dall'allora Primo Ministro B.J. Vorster.
Nel 1972 venne nominato Ministro del Turismo e degli affari Indiani. Nel 1975 e fino al 1984 egli fu Ministro delle Finanze dei governi di Vorster prima e di Pieter Willem Botha dopo.
Si ritirò dalla politica attiva nel 1984 per assumere un ruolo direttivo alla Nedbank.

## Morte e Commemorazione
Horwood morì il 12 settembre 1998 a Stellenbosch a causa di una crisi cardiaca.Come rivelò suo nipote Nicholas, Horwood stava accingendosi a pranzare con sua moglie Helen, quando all'improvviso si sentì male a causa ,probabilmente, di un attacco cardiaco, Fu subito condotto allo Stellenbosch Medi Clinic ma morì poco dopo essere stato ricoverato.
Durante i suoi funerali il dirigente del National Party Renier Schoeman rese omaggio all'ex ministro Horwood sottolineando il fatto che egli fu un illustre leader del partito in Natal per 12 anni, ottenendo riconoscimenti e apprezzamenti sia interni che internazionali come Ministro delle Finanze.
| Controllo di autorità | VIAF (EN) 13755142 · ISNI (EN) 0000 0000 2822 7320 · LCCN (EN) n85221516 |